# Arnaldo Rebello
Arnaldo Rebello (Manaus, 7 de junho de 1905 — Rio de Janeiro, 8 de maio de 1984) foi um compositor e pianista brasileiro.

## História
Os seus estudos musicais se iniciaram em 1924, no Conservatório Nacional do Rio de Janeiro.  De 1930 a 1931 estudou em Paris com Robert Casadesus, usufruindo de bolsa de estudos fornecida pelo governo brasileiro.
Tornou-se professor na Escola de Música da Universidade Federal do Rio de Janeiro em 1953.
Compôs principalmente para o piano, deixando uma obra de mais de 100 canções.
As suas composições incluem danças e motivos típicos do Amazonas e das regiões Norte, Nordeste e Sudeste do Brasil. Entre seus intérpretes destaca-se a pianista Miriam Ramos.

## Composições
- Chorinho na Canôa (Como uma caixinha de Música) [1]
- Chôro em oitavas
- Chôro na Amaralina (Bahia)
- Cidade de Campos (sobre uma gravura brasileira de JG Espinosa)
- Desafio (à maneira do Amazonas)
- Lundú Amazonense
- Lundú do Titio Jóca (Motivo do folclore amazonese)
- A Menininha da Rosa
- Ponteio Amazônico No. 1 (Caboclo imaginando ...)
- Ponteio Amazônico No. 2 (Tuxaua)
- Ponteio Amazônico No. 3 (Visão Gudí)
- Ponteio Amazônico No. 4 (Tapir)
- Ponteio Amazônico No. 6 (A juricaba)
- Tarumã
- Toada Bare
- Valsa Amazônica No.1 (Evocação de Manáus)
- Valsa Amazônica No.2 (Vitória Régia)
- Valsa Amazônica No.3 (Lucia)
- Valsa Amazônica No.4 (Coração de ouro)
- Valsa de Paquetá
- Valsa de Petrópolis
- Velha estampa